# Liste der Baudenkmäler in Rottenbuch

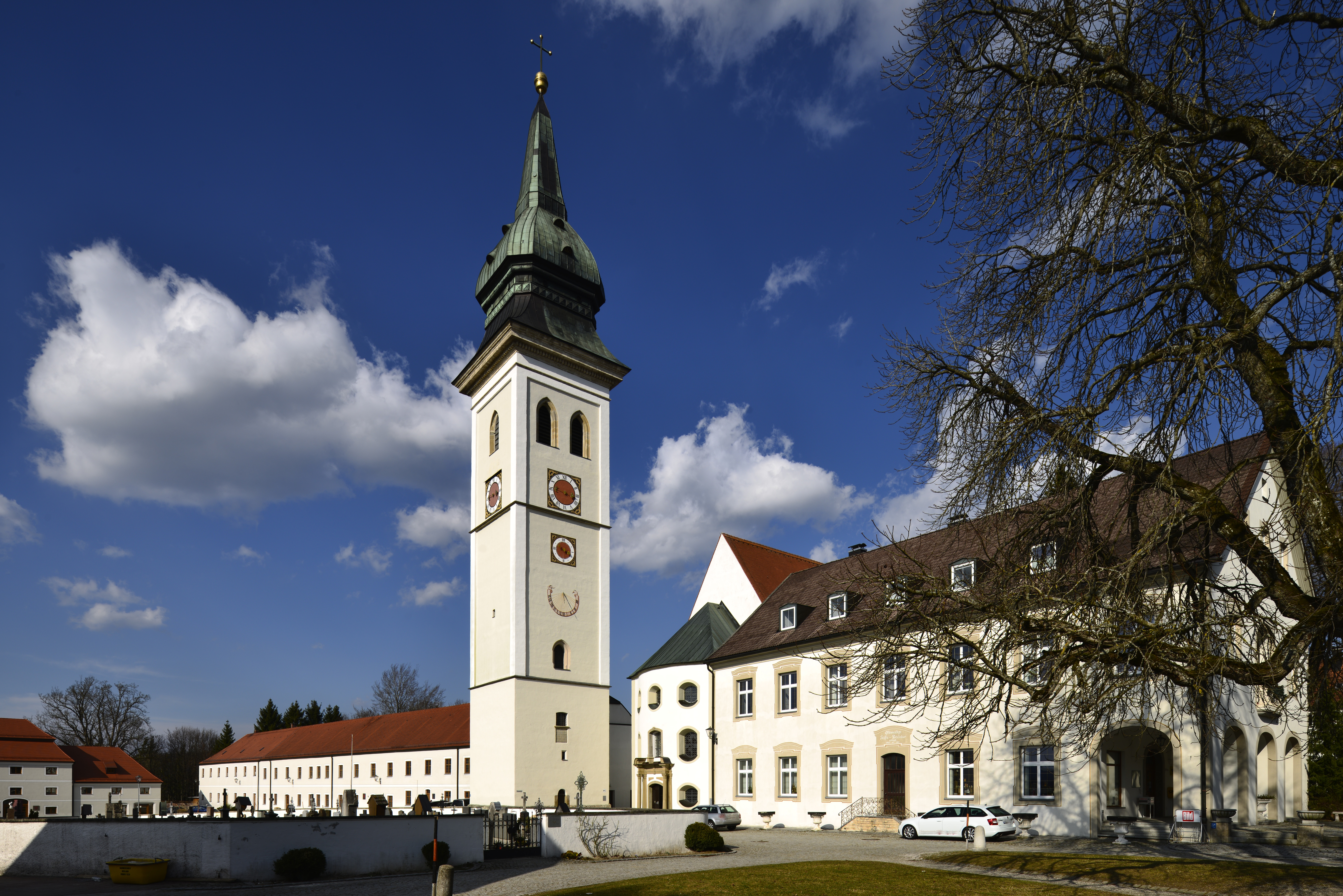
Kloster Rottenbuch, Turm der Kirche Mariä Geburt und ehemalige Konventsgebäude

Auf dieser Seite sind die Baudenkmäler in der oberbayerischen Gemeinde Rottenbuch zusammengestellt. Diese Tabelle ist eine Teilliste der Liste der Baudenkmäler in Bayern. Grundlage ist die Bayerische Denkmalliste, die auf Basis des Bayerischen Denkmalschutzgesetzes vom 1. Oktober 1973 erstmals erstellt wurde und seither durch das Bayerische Landesamt für Denkmalpflege geführt wird. Die folgenden Angaben ersetzen nicht die rechtsverbindliche Auskunft der Denkmalschutzbehörde.

## Baudenkmäler nach Ortsteilen

### Rottenbuch
| Lage                              | Objekt                                             | Beschreibung | Akten-Nr.     | Bild                                     |
| --------------------------------- | -------------------------------------------------- | --- | ------------- | ---------------------------------------- |
| Fohlenhof 2–6 (Standort)          | Ehemaliger Klostermeierhof                         | Mächtige Vierflügelanlage mit zwei Innenhöfen, an der Südostecke alte Straßendurchfahrt, Ostteil des Südflügels bezeichnet 1455, sonst 1758 ff. und 1790. Spätmittelalterliches Steinkreuz; an der Südostecke. | D-1-90-145-1  | weitere Bilder                           |
| Klosterhof 3/5/6/8 (Standort)     | Torhaus                                            | Mit Mansardwalmdach und Durchfahrt, zwei erdgeschossige Flügelbauten, 1758 ff. | D-1-90-145-2  | weitere Bilder                           |
| Klosterhof 7 (Standort)           | Ehemaliges Brauhaus                                | Mit Walmdach, 1750 ff. Durch einen Brand im September 2018 schwer beschädigt. | D-1-90-145-3  | Ehemaliges Brauhaus                      |
| Klosterhof 15 (Standort)          | Ehemaliger Fischkalter                             | Mit Mansard-Walmdach, 1758 ff. Gartenanlage, Mitte 18. Jahrhundert | D-1-90-145-4  | Ehemaliger Fischkalter                   |
| Klosterhof 16/18 (Standort)       | Ehemaliges Augustinerchorherren-Kloster Schloss    | Südöstlicher Eckbau, mit Walm- und Satteldach, 1750 ff. | D-1-90-145-5  | weitere Bilder                           |
| Klosterhof 23 (Standort)          | Katholische Friedhofskapelle St. Vitus             | Um 1777 erbaut, 1803 profaniert. Kirchhofummauerung, vor 1758. | D-1-90-145-6  | weitere Bilder                           |
| Klosterhof 27/29/31/33 (Standort) | Ehemaliges Spitalgebäude, jetzt Wohnhaus           | Mit Resten von Architekturmalereien, um 1763. | D-1-90-145-7  | Ehemaliges Spitalgebäude, jetzt Wohnhaus |
| Klosterhof 30 (Standort)          | Ehemaliges Augustinerchorherren-Kloster Botenhaus  | Rest des Westflügels, 1763 ff. umgebaut. | D-1-90-145-8  | weitere Bilder                           |
| Klosterhof 32 (Standort)          | Katholische Pfarrkirche Mariä Geburt               | Ehemalige Augustinerchorherren-Stiftskirche, jetzt katholische Pfarrkirche, Turm 1439, Chor 1468, Langhaus 1474 vollendet, Umgestaltung 1737 ff. durch Joseph Schmuzer; mit Ausstattung.                       | D-1-90-145-9  | weitere Bilder                           |
| Klosterhof 34/36/38/40 (Standort) | Ehemaliges Seminargebäude                          | Jetzt Rathaus, Pfarrhaus und Schule, 1758 ff. | D-1-90-145-10 | Ehemaliges Seminargebäude                |
| Klosterhof 42/44/46 (Standort)    | Ehemaliger Pfarrstadel Zimmerhütte                 | Mit Halbwalm-, Vollwalm- und Mansarddächern, 1766 ff. | D-1-90-145-11 | weitere Bilder                           |
| Klosterhof (Standort)             | Ehem. Brunnenfigur, ab 1873 Kriegerdenkmal         | Marienfigur aus Sandstein auf hoher Säule und doppeltem Postament, Mitte 17. Jh. | D-1-90-145-34 | weitere Bilder                           |
| Klosterhof (Standort)             | Klostermauer mit kleinem Tor                       | nördlicher Abschnitt des Mauerverlaufs, unverputzter Ziegelstein, nach 1766. | D-1-90-145-40 | weitere Bilder                           |
| Filzbauernweg (Standort)          | Pestfriedhof                                       | Ummauerte Anlage mit Bildstock, 1633; westlich des Orts gegen Rudersau. | D-1-90-145-16 | weitere Bilder                           |
| Postplatz 2 (Standort)            | Ehemaliges Gasthaus zur Post                       | 1739/40 errichtet, 1812 und modern umgebaut. | D-1-90-145-12 | Ehemaliges Gasthaus zur Post             |
| Sommerkellerweg 2 (Standort)      | Pfistermühle                                       | Mit Halbwalmdach, 1770/72. | D-1-90-145-14 | weitere Bilder                           |
| Sommerkellerweg 4, 6 (Standort)   | Sommerkeller des ehem. Augustinerchorherrenstifts, | mehrteilige Kelleranlage, tonnengewölbt, aus Bruchstein- und Sandsteinmauerwerk, im Kern von 1737/38 nicht nachqualifiziert, im Bayerischen Denkmal-Atlas nicht kartiert                                       | D-1-90-145-37 | BW                                       |
| Sommerkellerweg 5 (Standort)      | Ehemaliges Augustinerchorherren-Kloster            | Rest des Ostflügels, im Kern 1767 ff., umgebaut. | D-1-90-145-15 | Ehemaliges Augustinerchorherren-Kloster  |

### Achen
| Lage               | Objekt                | Beschreibung | Akten-Nr.               | Bild                                                                                               |
| ------------------ | --------------------- | --- | ----------------------- | -------------------------------------------------------------------------------------------------- |
| B 23 (Standort)    | Echelsbacher Brücke   | Die 183 Meter lange Brücke über die Ammerschlucht wurde im Jahr 1929 für 900.000 Reichsmark Baukosten fertiggestellt und war mit 130 Meter Bogenspannweite die weitestgespannte Melan-Bogenbrücke der Welt. | D-1-90-145-18           | weitere Bilder                                                                                     |
| Achen 5 (Standort) | Bauernhaus „zum Muss“ | Flachsatteldachbau und offener Ständerreihe, bezeichnet 1785, Kern älterer Blockbau. | D-1-90-145-17           | [[Vorlage:Bilderwunsch/code!/C:47.715421157,10.97469806!/D:Achen 5, Bauernhaus „zum Muss“ !/\|BW]] |
| Achen 7 (Standort) | Getreidekasten        | Obergeschossiger Bau, wohl 17. Jahrhundert | D-1-90-145-17 zugehörig | Getreidekasten                                                                                     |

### Ammerthal
| Lage                   | Objekt               | Beschreibung | Akten-Nr.     | Bild           |
| ---------------------- | -------------------- | --- | ------------- | -------------- |
| Ammerthal 1 (Standort) | Ehemalige Ammermühle | bezeichnet 1643 und 18. Jahrhundert, erneuert. Bis 2010 Erholungsheim | D-1-90-145-19 | weitere Bilder |
| Ammerthal 2 (Standort) | Frauenbrünnlkapelle  | Andachtskapelle, sogenannte Frauenbrünnlkapelle, kleiner barocker Zentralbau mit angefügter Apsis und Dachreiter mit Zwiebelhaube, 1688; mit Ausstattung; Brunneneinfassung aus Tuffstein, 1898. | D-1-90-145-20 | weitere Bilder |

### Krummengraben
| Lage                       | Objekt               | Beschreibung | Akten-Nr.     | Bild       |
| -------------------------- | -------------------- | --- | ------------- | ---------- |
| Bruket (Standort)          | Grenzsäule           | Spätgotischer Achteckpfeiler aus Sandstein mit reliefierter Laterne, um 1506; an der Gemeindegrenze neben der Altstraße über den Straußberg. | D-1-90-145-22 | Grenzsäule |
| Krummengraben 9 (Standort) | Kapelle St. Leonhard | Kleiner Putzbau mit dreiseitigem Chorschluss und offenem Dachreiter, von Joseph Kranebitter, 1902/03; mit Ausstattung.                       | D-1-90-145-21 | BW         |
| Roggenbrand (Standort)     | Wegkreuz             | 18. Jahrhundert; am Weg zur Leonhardskapelle.                                                                                                | D-1-90-145-35 | Wegkreuz   |

### Ölberg
| Lage                            | Objekt                              | Beschreibung                                       | Akten-Nr.     | Bild                               |
| ------------------------------- | ----------------------------------- | -------------------------------------------------- | ------------- | ---------------------------------- |
| Ölberg 29 (Standort)            | Kruzifix „beim Marstaller“          | Am Haus Kruzifix mit Arma Christi, errichtet 1860. | D-1-90-145-23 | Kruzifix„beim Marstaller“          |
| Zum Schmiedenbauer 2 (Standort) | Getreidekasten „zum Schmitterbauer“ | Obergeschossiger Bau, 2. Hälfte 18. Jahrhundert    | D-1-90-145-25 | Getreidekasten„zum Schmitterbauer“ |

### Ristle
| Lage                | Objekt                                      | Beschreibung                                        | Akten-Nr.     | Bild                                  |
| ------------------- | ------------------------------------------- | --------------------------------------------------- | ------------- | ------------------------------------- |
| Ristle 4 (Standort) | Getreidekasten des sogenannten Metzger-Hofs | Obergeschossig, 17./18. Jahrhundert                 | D-1-90-145-29 | BW                                    |
| Ristle 6 (Standort) | Hofkapelle des sogenannten Mossl-Hofs       | Kleiner verschalter Holzbau, 1822; mit Ausstattung. | D-1-90-145-27 | Hofkapelle des sogenannten Mossl-Hofs |
| Ristle 6 (Standort) | Getreidekasten des sogenannten Mossl-Hofs   | Erdgeschossig, 2. Hälfte 17. Jahrhundert.           | D-1-90-145-28 | BW                                    |

### Reiswies
| Lage                  | Objekt                         | Beschreibung                                                                 | Akten-Nr.     | Bild                          |
| --------------------- | ------------------------------ | ---------------------------------------------------------------------------- | ------------- | ----------------------------- |
| Reiswies 2 (Standort) | Bauernhaus „zum Reiswiesbauer“ | Gebäude mit mittelsteilem Giebel und Riegelausfachung, Mitte 19. Jahrhundert | D-1-90-145-26 | Bauernhaus„zum Reiswiesbauer“ |

### Rudersau
| Lage                  | Objekt                       | Beschreibung | Akten-Nr.     | Bild                        |
| --------------------- | ---------------------------- | --- | ------------- | --------------------------- |
| Rudersau 4 (Standort) | Bauernhaus „zum Engel“       | Wohnteil, nach Dendro, 1438 in Blockbauweise errichtet, Ende des 18. Jahrhunderts umgebaut, mit Giebelbundwerk.              | D-1-90-145-30 | Bauernhaus„zum Engel“       |
| Rudersau 5 (Standort) | Einfirsthof                  | Zweigeschossiger Satteldachbau mit Wohnteil in Blockbauweise, im Kern von 1539, Umbau im 19. Jahrhundert, Dachwerk erneuert. | D-1-90-145-36 | Einfirsthof                 |
| Rudersau 6 (Standort) | Getreidekasten „beim Schwab“ | Obergeschossiger Bau, 2. Hälfte 18. Jahrhundert, in Bundwerküberbau.                                                         | D-1-90-145-31 | Getreidekasten„beim Schwab“ |

### Schönberg
| Lage                     | Objekt                                      | Beschreibung | Akten-Nr.     | Bild           |
| ------------------------ | ------------------------------------------- | --- | ------------- | -------------- |
| Dorfstraße 16 (Standort) | Ehem. Bauernhof, sog. Oberschäffler         | zweigeschossiger Einfirsthof mit flachem Satteldach, Wohnteil verputzter Blockbau, Ende 18. Jh., Wohnteil erweitert 2. Hälfte 19. Jh. | D-1-90-145-38 | BW             |
| Dorfstraße 18 (Standort) | Katholische Kuratiekirche Mariä Himmelfahrt | Neugotischer Bau von 1862; mit Ausstattung.                                                                                           | D-1-90-145-32 | weitere Bilder |

## Ehemalige Baudenkmäler
In diesem Abschnitt sind Objekte aufgeführt, die früher einmal in der Denkmalliste eingetragen waren, jetzt aber nicht mehr. Objekte, die in anderem Zusammenhang – also z. B. als Teil eines Baudenkmals – weiter eingetragen sind, sollen hier nicht aufgeführt werden. Aktennummern in diesem Abschnitt sind ehemalige, jetzt nicht mehr gültige Aktennummern.

| Lage                        | Objekt                   | Beschreibung                                                           | Akten-Nr.     | Bild |
| --------------------------- | ------------------------ | ---------------------------------------------------------------------- | ------------- | --- |
| Ölberg Ölberg 49 (Standort) | Bauernhaus „beim Kramer“ | Gebäude mit großem Fresko und Grisaillemalereien, Ende 18. Jahrhundert | D-1-90-145-24 | [[Vorlage:Bilderwunsch/code!/C:47.7286509972,10.957725048!/D:Ölberg 49, Bauernhaus „beim Kramer“ !/\|BW]] |